# Meadville (Pensilvania)
Meadville es una ciudad ubicada en el condado de Crawford en el estado estadounidense de Pensilvania. En el año 2000 tenía una población de 13,685 habitantes y una densidad poblacional de 531 personas por km².. En ella se encuentra el campus del Allegheny College.

## Geografía
Meadville se encuentra ubicada en las coordenadas 41°38′31″N 80°8′50″O / 41.64194, -80.14722.

## Demografía
Según la Oficina del Censo en 2000 los ingresos medios por hogar en la localidad eran de $25,402 y los ingresos medios por familia eran $38,227. Los hombres tenían unos ingresos medios de $32,813 frente a los $22,579 para las mujeres. La renta per cápita para la localidad era de $17,290. Alrededor del 22.7% de la población estaba por debajo del umbral de pobreza.